# Христос в слава (Гирландайо)
„Христос в слава“ (на италиански: Cristo in gloria con quattro santi e un donatore) е олтарна картина на италианския ренесансов художник Доменико Гирландайо, нарисувана през 1492 г. Изображението е с размери 308 Х 199 см. и се намира в музея „Пинакотека комунале“ в италианския град Волтера.

## История
Олтарната картина е поръчана от Джусто Бонвичини, абат на камалдулското абатство „Санти Джусто е Клементе“ във Волтера. Картината е изработена във Флоренция в работилницата на Гирландайо и след това е изпратена в тосканския град. Смята се, в по-голямата част от картината е дело на помощниците на художника, а общия план и някои детайли са изпълнени от самия Гирландайо.

## Описание
В горната половина на картината е изобразено проявлението на Христос в слава в небесата, обгърнат от светъл ореол излъчващ лъчи от златна светлина, сред бели облаци, заобиколен от херувими, серафими и молещи се ангели. Той благославя с дясната си ръка, а в лявата държи отворена книга с гръцките букви алфа и омега, символизиращи неговата доминация над света от „началото до края на времето“.
В долната половина на картината, по схема, въведена във Флоренция от Пиетро Перуджино, са изобразени четирима светци в симетрична позиция. Двамата стоящи светци с бели дрехи, са вероятно св.Джовани Гуалберто и св.Ромуалд, свързани с Конгрегацията на камалдулите: единият държи отворена книга, а другият сочи към божественото проявление на Христос. Двете светици в центъра са коленичили в молитвени пози на преклонение.
В долния десен ъгъл е изобразен поръчителят на картината – фра Джусто Бонвичини, със светло камалдулска дреха както се вижда от костюма светъл цвят; портретът му е изобразен прецизно и одухотворено и е може би най-добрата част от картината.
Пейзажът в заден план най-вероятно е работа на помощниците на Гирландайо, и показва изглед към реката с път, който се вие през скалите, укрепен град на брега на голямо езеро, и планини в далечината.